# عبدالله رازی
عبدالله رازی (زادهٔ ۱۲۷۳ در تهران – درگذشتهٔ ۲۳ اردیبهشت ۱۳۳۴ در تهران) نویسنده، روزنامه‌نگار و شاعر فرزند میرزا ابراهیم همدانی‌الاصل در سال ۱۲۷۳ هجری شمسی در تهران به دنیا آمد. پس از گذراندن تحصیلات مقدماتی به هندوستان و بعد به پاریس رفت و در کارشناسی حقوق فارغ‌التحصیل شد. و سپس به مصر رهسپار شد و به انتشار مجله‌های رستاخیز سودمند و عصر پهلوی پرداخت. وی با روزنامه‌های حبل‌المتین، ایرانشهر و فرهنگستان همکاری کرد. در ایران مجله سودمند و (آزاد شرق که بیان کننده دیدگاه‌های سیاسی و اجتماعی وی یود) را به مدت کوتاهی منتشر کرد. پس از بازگشت به ایران در وزارت کشور استخدام و مشغول تدریس درس تاریخ شد.
رازی شعر هم می‌سرود و شعرهایش در مجلات و کتاب‌های ادبی آن دوران چاپ شد. در اوشان تهران از دنیا رفت و مدفن وی در آرامگاه ابن بابویه است.
از آثار عبدالله رازی می‌توان به تاریخ ایران از ازمنه باستانی تا سال ۱۳۱۶ش؛ تاریخ مختصر ایران؛ تاریخ مفصل ایران از جهانداری ساسانیان تا زمان حاضر؛ آئین زرتشت و آخوند نامه اشاره کرد.
وی یکی از نویسندگان و شاعران سرشناس عصر پهلوی می‌باشد. وی را باید از تبار ملی گرایان پرشوری دانست که در عصر پهلوی مورد توجه حکومت قرار گرفت. رویکرد رازی نسبت به دین و مذهب است. رازی بر آن بود تا حقیقت دین اسلام را بیان کند.